# Пассат (сторожевой корабль)
СКР-22 «Пассат» — советский рыболовный траулер типа «Смена», после начала Великой отечественной войны — сторожевой корабль Северного флота.

## Описание конструкции
Корпус стальной, клёпаный. Водоизмещение полное — 1500 тонн, длина наибольшая — 55,08 м, ширина — 9 м, осадка носом — 3,48 м, осадка кормой — 4,5 м, мощность двигателя 650 л. с., максимальная скорость хода 9,5 узлов, дальность плавания 6000 миль.

## История
Заложен в 1937 году на Мурманской судоверфи как рыболовецкий траулер РТ-102 «Валерий Чкалов» Севгосрыбтреста Народного комиссариата рыбной промышленности (НКРП). 7 ноября 1940 года, после завершения ходовых испытаний, введён в состав флота и передан заказчику — тралфлоту треста «Мурманскрыба».
С началом Великой Отечественной войны мобилизован 25 июня 1941 года, переоборудован, вооружён и укомплектован личным составом. Командиром корабля назначен лейтенант В. Л. Окуневич (ранее — капитан РТ-102). Экипаж — 43 чел.
Переоборудование корабля, завершившееся 30 июня 1941 года, заключалось, в основном, в устройстве погребов боезапаса. Специалисты радиоцеха судостроительной верфи НКРП смонтировали и настроили средства радиосвязи (в том числе радиопередатчики «Бриз» и «Бухта», радиопеленгатор «Градус-К»). Также было установлено вооружение: два универсальных 45-мм орудия 21-К; два 7,62-мм зенитных пулемёта М-1 «Максим».
2 июля 1941 года включен в состав 1-го дивизиона сторожевых кораблей Охраны водного района (ОВР) Главной базы Северного флота. 7 июля 1941 года в составе отряда кораблей принимал участие в высадке десанта на западном берегу губы Западная Лица.

## Последний бой
12 июля 1941 года «Пассат» получил приказ сопроводить конвой из двух спасательных судов ЭПРОНа — переоборудованных РТ-67 «Молотов» (командир А. А. Пушкин) и РТ-32 «Кумжа» с 40-тонными судоподъемными понтонами на буксире. На борту «Пассата» помимо 43 чел. команды находились еще 13 пассажиров. Конвой под общим командованием воентехника 2-го ранга А. И. Кулагина следовал в Иоканьгу. Корабли следовали кильватерной колонной, во главе которой был РТ-67 с командиром отряда на борту, а замыкающим — РТ-32. Из-за темноты и недостаточной видимости конвой следовал не вдоль берега, как предписывал приказ, а мористее.
В 3:30 утра 13 июля погода прояснилась, и штурманы отряда определили, что конвой находится на траверзе маяка Гавриловский на удалении 25-30 кабельтовых. В 3:48 сигнальщики «Пассата» услышали три выстрела и увидели всплески снарядов по курсу конвоя. Осмотрев горизонт, они увидели на северо-западе, в 25-30 кабельтовых, три неизвестных корабля, идущих наперерез конвою. «Пассат» передал в эфир свои позывные, но ответа не получил. Командир «Пассата» лейтенант В. Л. Окуневич, желая дать охраняемым безоружным судам возможность в соответствии с приказом укрыться в ближайшей бухте или выброситься на отмель, приказал развернуть сторожевой корабль бортом к противнику и открыть огонь.
Однако уже второй залп немецкого отряда накрыл РТ-67, который потерял ход и остановился. РТ-32 удалось достичь берега и выброситься на камни, однако и в его надстройки попали несколько снарядов, в экипаже погибло 7 человек из 25-ти. Эсминцы приблизились на расстояние 10-15 кабельтовых, обстреливая неподвижный траулер и «Пассат» фугасными 127-мм снарядами и трассирующими осколочными 37-мм снарядами зенитных установок. Пятый залп накрыл сторожевой корабль, уничтожив ходовой мостик вместе с командным составом, рулевыми и сигнальщиками. Оставшийся в живых командир БЧ-1 младший лейтенант Г. С. Зарецкий по какой-то причине в командование кораблем не вступил, и «Пассат» остался без управления. Однако расчеты носового (старший комендор краснофлотец М. Е. Синицын) и кормового (командир отделения комендоров старшина 2-й статьи Т. Я. Голованов) орудий продолжали вести огонь, а команда продолжала борьбу за живучесть. После попадания еще двух снарядов «Пассат» потерял ход. Корма корабля начала погружаться в воду, и команда, спасаясь, прыгала за борт в холодную воду. Одиннадцать человек, пытавшихся спустить шлюпку, погибли, когда тонущий корабль затянул их под воду. Вокруг всплывшей перевернутой шлюпки собрались 8-10 оставшихся в живых членов команды. Немецкие эсминцы, следом за «Пассатом» потопив РТ-67 (на его борту находилось 25 членов экипажа и 25 пассажиров — аварийная группа флота, из них погибли соответственно 13 и 6 человек), сделали еще несколько выстрелов по людям в воде и ушли.
Из экипажа «Пассата» остались в живых только двое раненых, которых подобрала спущенная с направленного на помощь морякам буксира шлюпка.
Получив сообщение о гибели конвоя, командование флота выслало в море на поиск немецких кораблей 3 эсминца, нацелило на их перехват 4 находившиеся в море подводные лодки. Но обнаружить корабли удалось только лётчикам морской авиации (выполнено 38 самолёто-вылетов): дважды гидросамолёты МБР-2 и ГСТ наносили бомбовые удары по кораблям, сбросив до 40 авиабомб, но попаданий добиться не удалось. Один МБР-2 был повреждён зенитным огнём с эсминцев и разбился при посадке, второй разбился при попытке сесть на воду у обнаруженной им в море шлюпки, оба экипажа остались целы. Немецкие корабли 13 июля благополучно вернулись на базу.

## Память
С 1966 года координаты гибели «Пассата» (69°14′ с. ш. 35°57′ в. д.) объявлены координатами славы североморцев.

## Интересные факты
- РТ-67 «Молотов» перевозил Аварийную группу Экспедиции подводных работ особого назначения — 18 человек.
- РТ-32 «Кумжа» официально в состав ЭПРОНа передан не был. Очевидно, по этой причине списков его экипажа в военно-морских архивах нет.
- Ни один из советских моряков, участвовавших и погибших в этом бою, награждён не был.